# ФК Лудогорец 2003
 За другия отбор със същото име вижте ПФК Лудогорец 1945 (Разград).  
ФК „Лудогорец-2003“ е бивш футболен клуб от Разград. Основан през 1945 г. от сливането на „Ботев“ (1920), „Бели Лом“, „Бенковски“, „Вихър“ и „Левски“.

## История
Дългогодишен участник в Б група. Основния екип е жълти фланелки, зелени гащета и зелени чорапи, а резервния изцяло в бяло. Играе мачовете си на стадион Дянко Стефанов с капацитет 12 000 зрители.
Полуфиналист за купата на Съветската армия през 1983 г., когато губи от Доростол (Силистра) след продължения и дузпи. През 1997 се слива с ФК Антибиотик (Разград) под името „Антибиотик-Лудогорец“.
През сезон 1998/99 г. постига най-големия си успех като е на крачка от влизане в А група като завършва шести под името „Антибиотик-Лудогорец“. Обединеният тим играе със сини екипи. На следващия сезон изпадат от Б група.
От 2003 г. се състезава под името ФК „Лудогорец-2003“ в Североизточната В група. По средата на сезон 2005/2006 г. отбора е разформирован.
С най-много мачове за отбора е Младен Ангелов с 243 мача, а с най-много голове е Захари Минчев с 62 гола. Други известни играчи на отбора са Костадин Костадинов, Атанас Голешевски, Стефан Василев.

## Наименования
- Лудогорец (1945 – 1997)
- Антибиотик-Лудогорец (1997 – 2001)
- Лудогорец 2003 (2003 – 2005)

## Успехи
Б група
- 6 място (1 път) – 1999 г.

Купа на Съветската армия
- Полуфиналист (1 път) – 1984 г.

## Известни играчи
- Захари Минчев
- Диян Ангелов
- Рафи Рафиев
- Атанас Голешевски
- Демир Демирев
- Никола Рафаилов
- Станимир Йорданов
- Йордан Терзиев
- Станчо Цонев
- Димчо Данов
- Станчо Герджиков

## Известни треньори
- Петър Колев – Трапера
- Никола Ковачев – Тулата
- Людмил Горанов
- Красимир Зафиров